# آوراهام منخل
آوراهام منخل (به انگلیسی: Avraham Menchel) هافبک اهل اسرائیل است که از سال ۱۹۵۹ تا ۱۹۶۳ میلادی عضو تیم ملی فوتبال اسرائیل بوده و در ۳۰ بازی ملی حضور داشته است. آوراهام منخل توانسته در بازی‌های ملی، ۷ گل به ثمر برساند.